# Relations entre le Ghana et l'Inde
Les relations entre le Ghana et l'Inde sont les relations bilatérales de la république du Ghana et de la république de l'Inde. En tant que membre du Commonwealth, l'Inde a un haut-commissariat à Accra et le Ghana a son haut-commissariat à New Delhi.

## Histoire
L'Inde a ouvert un consulat à Accra en 1953 et a établi des relations diplomatiques à part entière avec le Ghana immédiatement après son indépendance en 1957. Le haut-commissariat de l'Inde à Accra est également accrédité au Burkina Faso, au Togo et en Sierra Leone. Le Ghana a établi son haut-commissariat à New Delhi après son indépendance. Le premier président du Ghana, Kwame Nkrumah, et le premier Premier ministre indien, Jawaharlal Nehru, ont partagé un lien personnel d'amitié très fort. Les présidents Nkrumah, Hilla Limann, Jerry Rawlings et John Kufuor ont effectué des visites d'État en Inde, tandis que le premier ministre P V Narasimha Rao s'est rendu au Ghana en 1995. L'Inde et le Ghana sont des membres fondateurs du Mouvement des non-alignés, l'initiative Team-9 du gouvernement indien, et sont membres du Commonwealth.

## Indiens et culture indienne au Ghana
Environ dix mille Indiens ghanéens et personnes d'origine indienne vivent aujourd'hui au Ghana, certains d'entre eux y étant installés depuis plus de 70 ans. Le Ghana abrite une population indigène hindoue croissante qui compte aujourd'hui 13 000 familles. L'hindouisme n'est arrivé au Ghana qu'à la fin des années 1940 avec les commerçants sindis qui ont émigré ici à la suite de la partition de l'Inde. Il s'est développé au Ghana et au Togo voisin depuis le milieu des années 1970, lorsqu'un monastère hindou africain a été établi à Accra,.

## Liens économiques

### Commerce
Le commerce entre l'Inde et le Ghana s'est élevé à 818 millions de dollars en 2010-2011 et devait atteindre un milliard de dollars en 2013. Le Ghana importe des automobiles et des bus de l'Inde et des entreprises comme Tata Motors et Ashok Leyland sont très présentes dans le pays,. Les exportations ghanéennes vers l'Inde consistent en or, cacao et bois, tandis que les exportations indiennes vers le Ghana comprennent des produits pharmaceutiques, des machines agricoles, des équipements électriques, des plastiques, de l'acier et du ciment.

### Coopération économique
Le gouvernement indien a accordé au Ghana des lignes de crédit d'un montant de 228 millions de dollars, qui ont été utilisés pour des projets dans des secteurs tels que l'agroalimentaire, la transformation du poisson, la gestion des déchets, l'électrification rurale et l'expansion des chemins de fer ghanéens. L'Inde a également proposé de créer un Institut Inde-Afrique des technologies de l'information (IAIIT) et un Centre d'incubation d'entreprises de transformation alimentaire au Ghana dans le cadre du Sommet du Forum Inde-Afrique.

### Investissements
L'Inde est l'un des plus grands investisseurs étrangers dans l'économie du Ghana. À la fin de 2011, les investissements indiens au Ghana s'élevaient à 550 millions de dollars, couvrant quelque 548 projets. Les investissements indiens sont principalement dans les secteurs agricole et manufacturier du Ghana, tandis que les entreprises ghanéennes fabriquent des médicaments en collaboration avec des entreprises indiennes. Le secteur des technologies de l'information au Ghana est lui aussi très présent en Inde. L'Inde et le Ghana ont également conclu un accord bilatéral de protection des investissements. L'entreprise indienne Rashtriya Chemicals & Fertilizers (en) est en train de créer une usine d'engrais au Ghana à Nyankrom, dans le district de Shama (en) de la région occidentale du pays. Le projet implique un investissement de 1,3 milliard de dollars US et l'usine aurait une capacité de production annuelle de 1,1 million de tonnes, dont la majeure partie serait exportée vers l'Inde,. Il est également prévu de développer une usine de transformation du sucre, ce qui représente un investissement de 36 millions de dollars. Bank of Baroda, Bharti Airtel, Tata Motors et Tech Mahindra comptent parmi les principales entreprises indiennes au Ghana.